# Semana Santa en Cáceres
La Semana Santa en Cáceres, declarada de Interés Turístico Internacional en 2011, dura ocho días (desde el Domingo de Ramos hasta el Domingo de Resurrección), diez si se cuenta los traslados procesionales, el Viernes de Dolores y el Sábado de Pasión, de varias cofradías. Sus pasos son de tradición castellana, es decir, son trasladadas en hombros, aunque desde 2006, con el nacimiento de la Hermandad de la Salud, también existe influencia andaluza al haber hermandades a costal y falso costal, caso que generó polémica inicialmente, sin embargo, el 6 de febrero de 2008 la Hermandad de la Esperanza del Vivero (conocida por aquel entonces como del Dulce Nombre) marcó una nueva etapa al ser la primera cofradía que hizo un ensayo con su cuadrilla de costaleros en la ciudad.
Las procesiones parten y circulan mayoritariamente por la Parte Antigua de Cáceres, declarada Patrimonio de la Humanidad por la Unesco, excepto cuatro (las dos de la Cofradía del Espíritu Santo, la de la Hermandad de la Esperanza del Vivero y la de la Cofradía del Cristo de la Victoria), llegando estas dos últimas al centro de la ciudad. Una de las procesiones del centro de la ciudad, la del Cristo Negro, circula íntegramente por la parte antigua, representando uno de los momentos más importantes de la Semana Santa.

## Historia

### Dictadura franquista
Después de la Guerra Civil, surgen paulatinamente cofradías de nuevo cuño. La primera, en 1946, la Cofradía de los Ramos, por iniciativa del propio párroco. Esta cofradía aspiraba a ocupar las fechas vacías por aquel momento en la Semana Santa: el Domingo de Ramos, con la Entrada de Jesús en Jerusalén (La Burrina) y el Miércoles Santo con la imagen del Cristo de la Buena Muerte o del Pardo, como era conocido. Posteriormente, en 1949, sale por primera vez la titular mariana de la Cofradía, la Virgen de la Esperanza, y en 1952, salen el Martes Santo de camino a la Prisión Provincial para liberar a un preso.
La siguiente cofradía en aparecer fue la del Cristo de las Batallas, en 1952. Esta cofradía estaba compuesta por veteranos de la Guerra Civil y era escoltado por la escuadra de gastadores del CIR, y fue llevada a hombros por los propios soldados hasta 1976, con el establecimiento de un país aconfesional, por lo que deja de procesionar.
En 1958 nace en el Colegio San Antonio de la ciudad la conocida como cofradía de los Estudiantes, que procesionará un crucificado obra de la escuela de Gregorio Fernández. Un año después, se vuelve a refundar la cofradía del Espíritu Santo, estableciéndose en la nueva parroquia de su mismo nombre, en la barriada de Llopis Iborra.

### Declive durante la transición

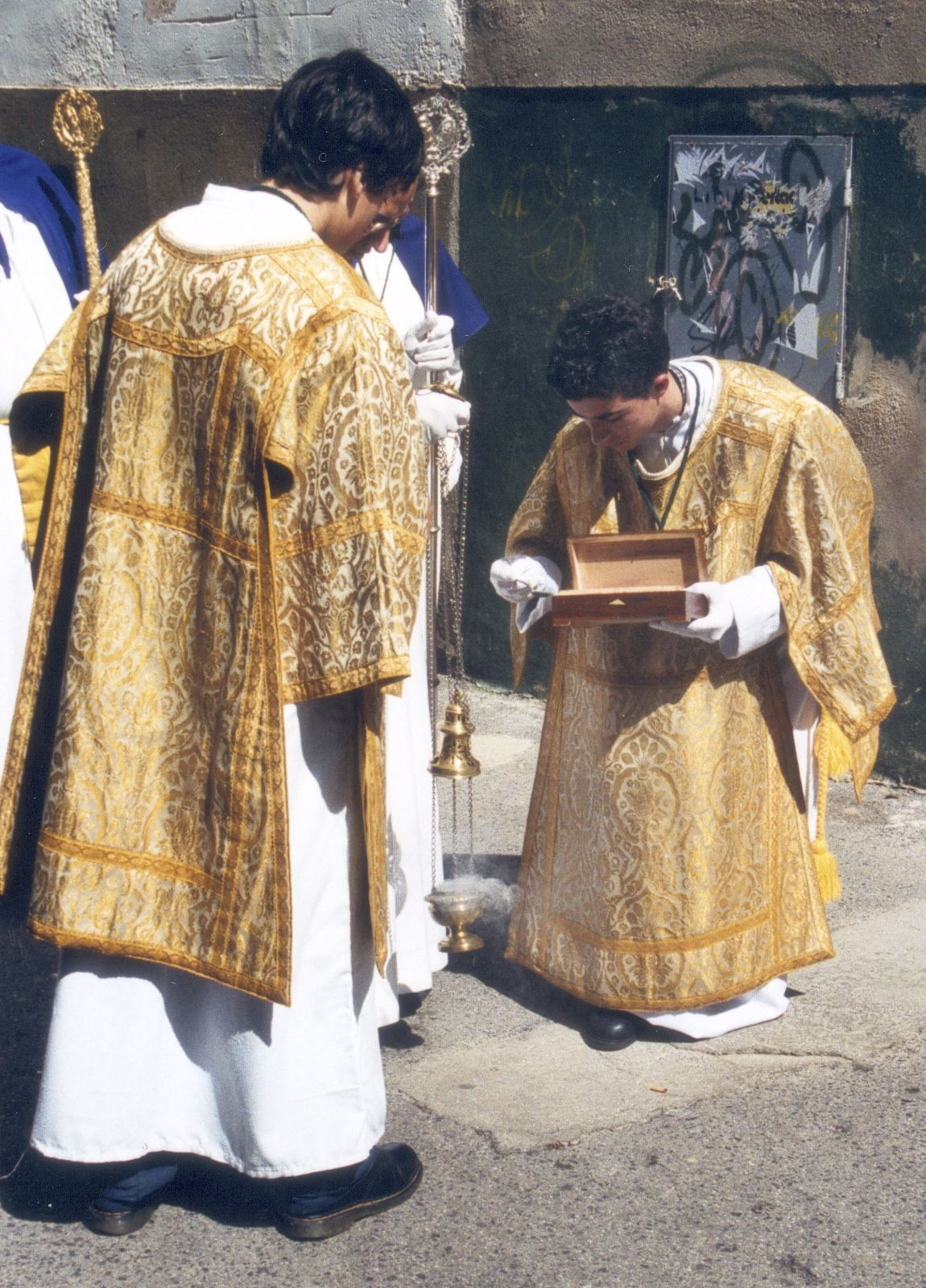
Acólitos de la Cofradía de los Ramos

En los años 70, debido al cambio de régimen, y a la llegada de nuevos efectos sociopolíticos, la Semana Santa, que era de un carácter localista y mayoritariamente encerrada en la zona histórica de la ciudad, sufre una gran crisis por falta de hermanos (debido a la inmigración de la población o por la motorización de las familias) y estabilidad económica en sus cofradías, falto de un relevo generacional que tardaría en llegar. La presencia femenina en las cofradías se restringe casi en exclusiva a la figura de la mantilla, y existen indicios de que hasta mitad de década no comienzan a aparecer las primeras penitentes debajo de los capuchones, en parte gracias a los llamamientos de algunas directivas.
En 1976 la cofradía del Cristo de las Batallas suspende a última hora su salida, en parte por los cambios sociopolíticos que conllevaba el fin de la dictadura franquista, así como una junta directiva de avanzada edad. Así, inicia un paréntesis de una década en la que dejará de efectuar salida procesional. Otra de las hermandades con graves problemas es la de los Estudiantes, que decide, tras la procesión de 1978, celebrar una reunión y reorganizarse.
La Semana Santa agoniza aun más llegado 1979, con la desaparición de la comisión pro-Semana Santa. Ese año deja de realizarse pregón oficial y provoca que esta trabaje descabezada y sin rumbo. En 1981 el ayuntamiento asume la organización y elige un cartel para anunciar la Semana Santa tras la ausencia de este en el año anterior. Es tal el cambio demográfico, que el Vía Crucis que solía celebrar la cofradía de los Estudiantes en la plaza de San Jorge es interrumpido por una banda de rock que estaba ensayando al aire libre, teniendo los asistentes que mandar a callar a dichos espontáneos para que se pudiera terminar dicho acto.
A partir de 1982 la Semana Santa retoma su popularidad espontáneamente. El ayuntamiento de Cáceres vuelve a enviar representación oficial a los desfiles, y la Audiencia Provincial se suma a través del magistrado Crespo. La cofradía del Nazareno traslada su procesión del Sábado Santo al Lunes Santo, y se consolida la procesión del Encuentro en la mañana del Domingo de Resurrección, tras venir organizándola de manera intermitente durante toda la década anterior.

### La Unión de Cofradías

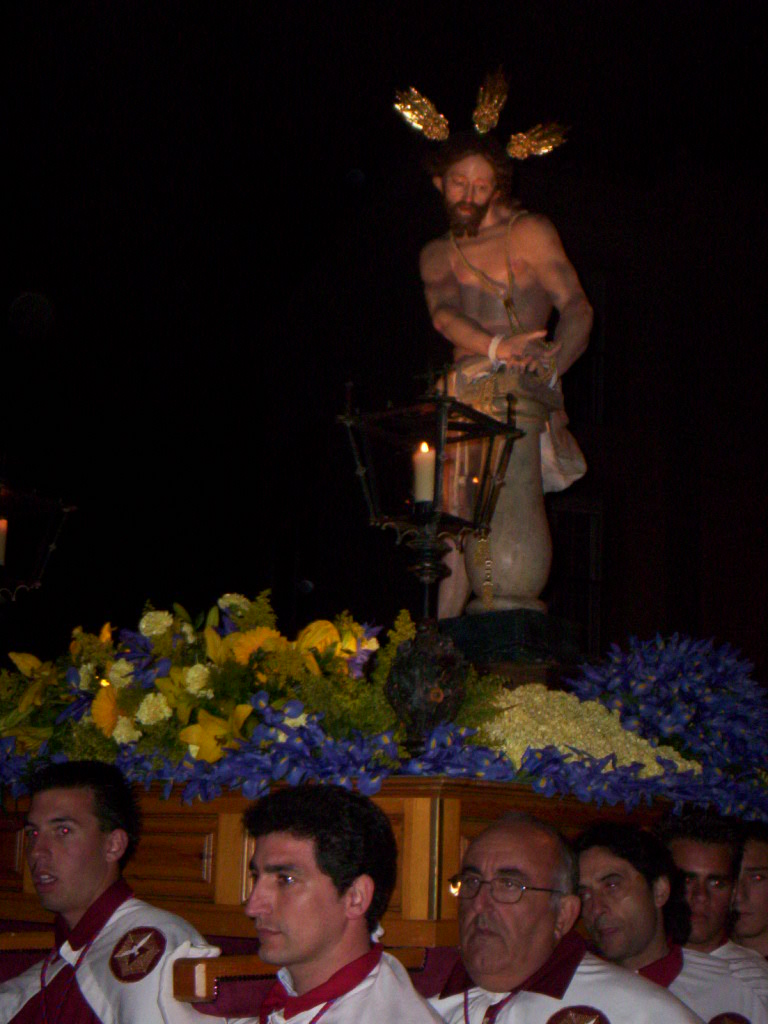
El Señor de la Columna, imagen que comenzó a desfilar con la Cofradía del Espíritu Santo en 1995

El 17 de enero de 1986 se reúne un grupo de cofrades con el vicario episcopal D. Felipe Fernández Peña en el despacho oficial del asilo Hermanitas de los Pobres, siendo el germen de la actual Unión de Cofradías Penitenciales, rescatándose el pregón de la Semana Santa.
A partir del año anterior ya había empezado un auge considerable: se refunda tanto la Cofradía del Cristo de las Batallas (1985) como la antigua del Santo Crucifijo de Santa María (vulgo Cristo Negro, en 1986). Destaca en el caso de la refundación en ser la primera en fijar como obligatorio el uso de verduguillo.
Durante los siguientes años, se van fundando nuevas cofradías: Cristo del Amparo, Cristo del Amor (ambas en 1989), Expiración (1992) y Sagrada Cena (1996). En los últimos años de la primera década del siglo XXI aparecen las primeras cofradías que deciden prescindir de la tradicional horquilla: así, aparecen cofradías a costal como la Salud (2006) y Dulce Nombre (2007), y en el barrio de la Mejostilla nace en 2009 la cofradía del Cristo de la Victoria, que únicamente usan las horquillas para las paradas. En 2006, la Cofradía de la Sagrada Cena decide salir de la Unión de Cofradías y pasa a ser una cofradía sacramental.
En 2010 se puede realizar por primera vez en una década, sin que la lluvia les afecte, el Santo Entierro Magno que se desarrolla cada 5 años. Previamente se había intentado en 2000 y 2005 sin que la lluvia lo hubiese permitido, si bien en esta última la lluvia intensa comenzó durante el transcurso de la procesión, obligando a estas a resguardarse en los soportales de la plaza mayor o en templos cercanos.

### Declaración de Interés Turístico Internacional
En la semana anterior a las fechas de la Pasión de 2011, la Secretaría General de Turismo y Comercio Interior del Ministerio de Industria, Turismo y Comercio declaró a la Semana Santa de Cáceres como fiesta de Interés Turístico Internacional, destacando el "atractivo" que aporta a las procesiones el escenario del casco histórico de la ciudad dándole una ambientación y escenografía que no se pueden disfrutar en otra ciudad española. Antes de su proclamación, se había anunciado la fundación de la Hermandad Universitaria de Jesús Condenado.
En 2015 se vuelve a celebrar la Procesión Magna con unas características únicas a modo de celebración de la declaración de interés turístico internacional, celebrándose en Sábado Santo y comenzando en la Avenida de España de la ciudad. En 2018, después de años preparación, nace la Hermandad de Jesús de la Lealtad Despojado, siendo la primera y única que sacaba sus pasos a doble hombro, hasta que adoptó el costal tradicional como forma de carga en 2024.

## Procesiones
Las procesiones son oficialmente, sin contar el Viernes de Dolores, 24 repartidas en 17 cofradías.
| Día                | Madrugada                                                               | Mañana                                                  | Tarde                                                                             | Noche                                         |
| ------------------ | ----------------------------------------------------------------------- | ------------------------------------------------------- | --------------------------------------------------------------------------------- | --------------------------------------------- |
| Viernes de Dolores |                                                                         |                                                         |                                                                                   | Traslado de la Cruz de Guía del Cristo Negro. |
| Sábado de Pasión   |                                                                         |                                                         |                                                                                   | Viacrucis Penitencial del Espíritu Santo      |
| Domingo de Ramos   |                                                                         | Procesión de los Ramos                                  | Procesión de la Humildad del Vivero Procesión del Silencio Procesión de las Penas |                                               |
| Lunes Santo        |                                                                         |                                                         | Procesión de la Salud                                                             | Procesión de las Batallas                     |
| Martes Santo       |                                                                         |                                                         | Procesión del Despojado Procesión del Perdón                                      | Procesión del Cristo del Amparo               |
| Miércoles Santo    |                                                                         |                                                         | Procesión de la Esperanza                                                         |                                               |
| Jueves Santo       | Procesión del Cristo Negro                                              | Procesión de la Sagrada Cena                            | Procesión del Amor Procesión de la Vera Cruz                                      | Procesión del Espíritu Santo (Humilladero)    |
| Viernes Santo      | Procesión de Jesús Condenado Procesión de la Madrugada (Jesús Nazareno) | Procesión de la Expiración Procesión de los Estudiantes | Ceremonia del Descendimiento Procesión Oficial del Santo Entierro                 |                                               |
| Sábado Santo       |                                                                         |                                                         | Procesión del Buen Fin Procesión del Cristo de la Victoria                        |                                               |
| Domingo de Pascua  |                                                                         | Procesión del Encuentro                                 |                                                                                   |                                               |

## Cofradías participantes
En la siguiente tabla se encuentran las distintas cofradías y hermandades que participan durante la Semana Santa en la ciudad, siendo éstas ordenadas en orden cronológico:
| Nombre corto                               | Nombre oficial | Fecha de fundación | Días que procesiona                              |
| ------------------------------------------ | --- | ------------------ | ------------------------------------------------ |
| Cofradía de Nuestro Padre Jesús Nazareno   | Pontificia y Real Cofradía de Nuestro Padre Jesús Nazareno y Nuestra Señora de la Misericordia | 1464               | Domingo de Ramos y Viernes Santo                 |
| Cofradía de la Soledad                     | Ilustre y Real Cofradía de Nuestra Señora de la Soledad y Santo Entierro | 1470               | Viernes Santo y Domingo de Resurrección          |
| Cofradía de la Vera Cruz                   | Ilustre y Real Cofradía de la Santa y Vera Cruz | 1470               | Jueves Santo                                     |
| Cofradía del Cristo Negro                  | La Muy Solemne, Venerable y Pontificia Cofradía Hermandad Penitencial del Santo Crucifijo de Santa María de Jesús (Cristo Negro)                                                                            | 1490               | Miércoles Santo                                  |
| Cofradía del Espíritu Santo                | Pontificia y Real Cofradía del Espíritu Santo, Santísimo Cristo del Humilladero y Nuestra Señora de la Encarnación                                                                                          | 1493               | Sábado de Pasión y Jueves Santo                  |
| Cofradía de los Ramos                      | Real y Fervorosa Hermandad de Nazarenos y Cofradía de los Ramos, Cristo de la Buena Muerte, Virgen de la Esperanza y San Juan Bautista                                                                      | 1946               | Domingo de Ramos, Martes Santo y Miércoles Santo |
| Cofradía del Cristo de las Batallas        | Excelentísima e Ilustre Cofradía Hermandad Penitencial del Santísimo Cristo de las Batallas y María Santísima de los Dolores (Servitas)                                                                     | 1951               | Lunes Santo y Sábado Santo                       |
| Cofradía de los Estudiantes                | Franciscana Cofradía Penitencial del Vía crucis y del Santísimo Cristo del Calvario | 1958               | Viernes Santo                                    |
| Hermandad del Amor                         | Hermandad Penitencial del Santísimo Cristo del Amor, Señor de las Penas y Nuestra Señora de la Caridad, | 1989               | Domingo de Ramos y Jueves Santo                  |
| Cofradía del Amparo                        | Cofradía Penitencial del Santísimo Cristo del Amparo | 1989               | Martes Santo                                     |
| Hermandad de la Expiración                 | Ilustre Hermandad de Penitencia y Cofradía de Nazarenos de Nuestro Padre Jesús de la Expiración y Nuestra Señora de Gracia y Esperanza                                                                      | 1992               | Viernes Santo                                    |
| Cofradía de la Sagrada Cena                | Cofradía Sacramental-Eucarística de la Sagrada Cena y Nuestra Señora del Sagrario | 1996               | Jueves Santo                                     |
| Hermandad de la Salud                      | Franciscana Hermandad Penitencial y Cofradía de Nazarenos de Nuestro Padre Jesús de la Salud en su Injusta Sentencia, María Santísima de la Estrella y Seráfico Padre San Francisco de Asís                 | 2006               | Lunes Santo                                      |
| Hermandad de la Esperanza del Vivero       | Venerable Hermandad y Cofradía de Nazarenos de Nuestro Padre Jesús de la Humildad en su Prendimiento y María Santísima del Dulce Nombre y Esperanza                                                         | 2008               | Domingo de Ramos                                 |
| Cofradía Dominicana                        | Cofradía Dominicana del Santísimo Cristo de la Victoria, Nuestra Señora del Rosario en sus Misterios Dolorosos y San Juan Macías                                                                            | 2009               | Sábado Santo                                     |
| Hermandad Universitaria de Jesús Condenado | Hermandad Universitaria de Jesús Condenado | 2011               | Viernes Santo                                    |
| Hermandad de Jesús de la Lealtad Despojado | Hermandad de Nuestra Señora del Rosario de Fátima y Penitencial Cofradía de Nazarenos de Nuestro Padre Jesús de la Lealtad Despojado de sus vestiduras, María Santísima de la Pureza y San Juan Evangelista | 2018               | Martes Santo                                     |

## Pasos Procesionales

### Orden litúrgico de la Semana Santa de Cáceres (Pasos de Cristo y de Misterio)
1. La Burrina (Ramos)
2. Sagrada Cena (Sagrada Cena)
3. Oración en el Huerto (Vera Cruz)
4. El prendimiento de Cristo, "El Beso" (Vera Cruz)
5. Jesús de la Humildad en su prendimiento (Humildad)
6. Jesús de la Salud en su injusta sentencia (Salud)
7. Señor de la Columna (Humilladero)
8. La flagelación (Vera Cruz)
9. Señor de las Penas (El Amor)
10. Cristo del Perdón (Ramos)
11. Nazareno del Amparo (Amparo)
12. Cristo de las Batallas (Batallas)
13. Jesús Nazareno (Nazareno)
14. Camino del Calvario (Nazareno)
15. Jesús Condenado (Condenado)
16. La Magdalena (Nazareno)
17. La Caída (Nazareno)
18. Jesús Despojado (Despojado)
19. El Calvario (Nazareno)
20. Cristo del Amor (El Amor)
21. Cristo de la Buena Muerte (Ramos)
22. Cristo de la Expiración (Expiración)
23. Cristo de la Salud y Expiración (Vera Cruz)
24. Cristo del Refugio (Batallas)
25. Cristo de la Preciosa Sangre (Humilladero)
26. Cristo del Humilladero (Humilladero)
27. Santo Crucifijo, Cristo Negro (Cristo Negro)
28. Cristo de las Indulgencias (Nazareno)
29. Cristo del Calvario, Estudiantes Estudiantes
30. Virgen de las Angustias, piedad (Nazareno)
31. Cristo Yacente (Santo Entierro)
32. Ntra. Sra. del Buen Fin y Nazaret (Batallas)
33. Resucitado (Santo Entierro)

### Pasos alegóricos
1. Triunfo de la Eucaristía (Sagrada Cena)
2. La exaltación de la cruz, Calvario Vacío (Nazareno)
3. Cristo de la Victoria (Victoria)

### Pasos de Virgen (por orden de salida)
1. Ntra. Sra. de la Misericordia (Nazareno)
2. María Stma. de la Estrella (Salud)
3. María Stma. de los Dolores (Batallas)
4. María Stma. de la Esperanza (Ramos)
5. Ntra. Sra del Sagrario (Sagrada Cena)
6. Ntra. Sra. de la Caridad (El Amor)
7. Dolorosa de la Cruz (Vera Cruz)
8. Ntra. Sra. de la Encarnación (Humilladero)
9. Ntra. Madre y Sra. de Gracia y Esperanza (Expiración)
10. Stma. Virgen de la Soledad (Santo Entierro)
11. Ntra. Sra. del Rosario en sus Misterios Dolorosos (Victoria)
12. Ntra. Sra. de la Alegría (Santo Entierro)

## Pasión Viviente
Desde el año 2018, el Jueves antes del Domingo de Ramos (Jueves de Pasión) se representa en las calles del casco antiguo de Cáceres una representación teatral en vivo de la Pasión y Muerte de Cristo, inspirada en la versión filmada de Mel Gibson en 2004. Esta representación cubre zonas del casco histórico de la ciudad tan destacadas como la Plaza Mayor (dónde comienza la representación teatral con un acto alegórico sobre la Cruz), Plaza de Santa María (donde se desarrolla el juicio del Sanedrín), Plaza de San Jorge (los juicios de Herodes y Pilato son en el Palacio de los Golfines de Abajo y en la antigua Iglesia de la Preciosa Sangre, actual museo de la Semana Santa cacereña, respectivamente), el Adarve de la Estrella (el Vía Crucis hasta el Calvario) y la Plaza de San Mateo (donde se desarrollan la crucifixión, muerte y sepultura de Cristo). La mayoría de sus actores pertenecen a la Escuela Superior de Arte Dramático de Extremadura (cuya sede está precisamente en la Plaza de San Jorge), aparte de otros voluntarios. En 2019 se creó la Asociación "Pasión Viviente" de Cáceres para ayudar a que esta representación continúe en un futuro.

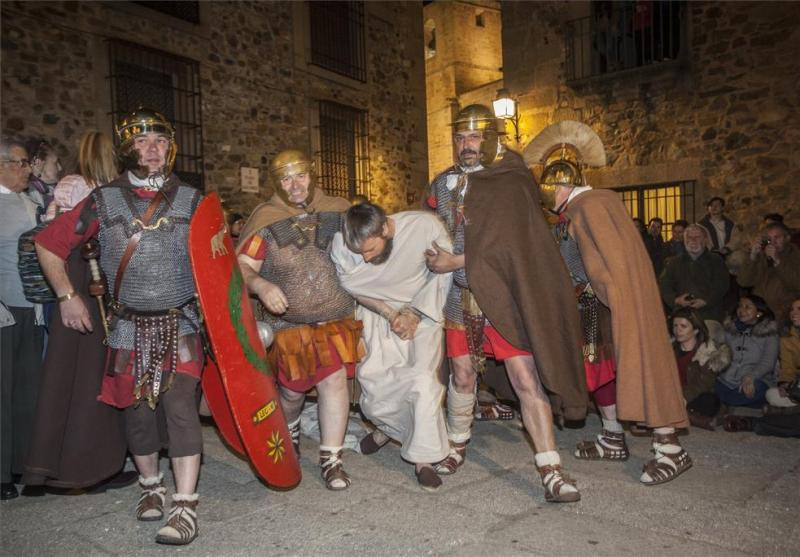
Representación de la Pasión en 2018